# Microgramma tecta
Microgramma tecta är en stensöteväxtart som först beskrevs av Georg Friedrich Kaulfuss, och fick sitt nu gällande namn av Arthur Hugh Garfit Alston. Microgramma tecta ingår i släktet Microgramma och familjen Polypodiaceae. Utöver nominatformen finns också underarten M. t. nana.